# Manuel Dávila y Corchado
Manuel Dávila y Corchado (Zalamea de la Serena, 1846-Zalamea de la Serena, 1904) fue un escritor y periodista español.

## Biografía
Nació en la localidad pacense de Zalamea de la Serena a finales de la primera mitad del siglo XIX. al parecer el 19 de enero de 1846. Publicista y periodista, en los periódicos de Badajoz publicó diversas poesías entre 1864 y 1872, entre ellas las tituladas «A Micaela» y «Al genio», dedicada al actor Sánchez Albarrán, a las que Díaz y Pérez no considera de gran mérito. Falleció el 9 de marzo de 1904 en Zalamea.